# 1777 aux États-Unis

## Gouvernement
- Second Congrès continental

## Événements

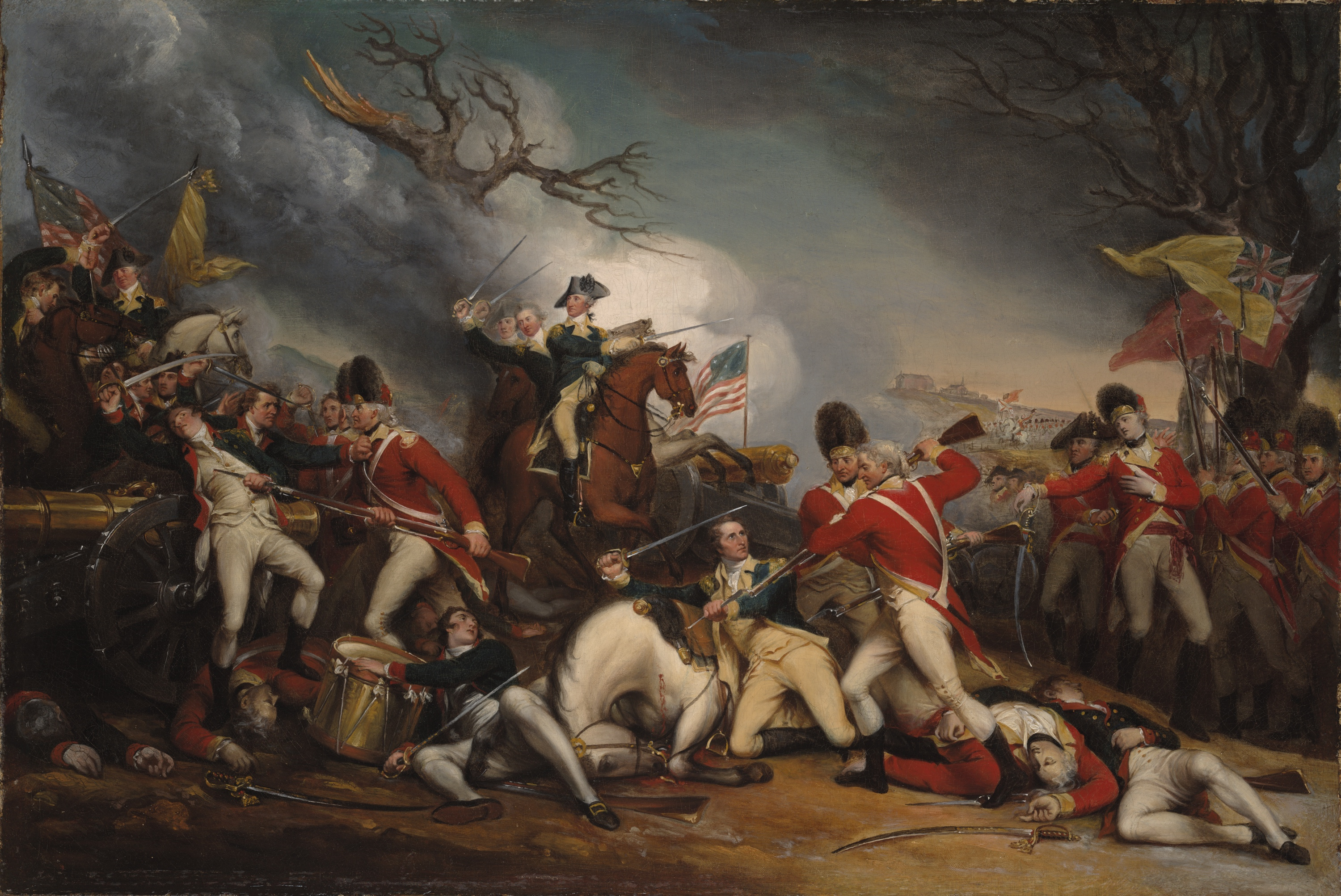
3 janvier : mort du général Hugh Mercer à la bataille de Princeton. George Washington est à cheval, à l'arrière-plan.

- Janvier : le Second Congrès continental décide que la Déclaration d'indépendance des États-Unis soit de nouveau publiée. Mary Katherine Goddard se charge de l'imprimer. Ces copies sont les premières à avoir le nom des signataires et sont connues sous le nom de Goddard Broadsides.
- 2 janvier : victoire américaine à la bataille d'Assunpink Creek.
- 3 janvier : défaite britannique à la bataille de Princeton (New Jersey).
- 12 janvier : la mission Santa Clara de Asís est fondée dans ce qui est maintenant Santa Clara.
- 15 janvier : indépendance de l’État du Vermont.
- 4 mars : le Congrès continental se réunit à l'"Independence Hall" à Philadelphie en Pennsylvanie. C'est donc la capitale jusqu'au 18 septembre 1777.
- 16 mai : Lachlan McIntosh et Button Gwinnett se rencontrent dans un duel au pistolet. Gwinnett, le second signataire de la Déclaration d'indépendance des États-Unis d'Amérique en tant que représentant de la Géorgie, meurt trois jours plus tard.
- 13 juin : La Fayette débarque près de Charleston (Caroline du Sud).
- 14 juin : le Second Congrès continental adopte le drapeau des États-Unis.
- 26 juin : bataille de Short Hills.
- 2 - 6 juillet, Campagne de Saratoga : siège et prise de Fort Ticonderoga par les Britanniques du lieutenant-général John Burgoyne.
- 7 juillet : bataille de Hubbardton.
- 8 juillet : adoption de la Constitution du Vermont[1]. Le Vermont est le premier État de l'Union à abolir l'esclavage.
- 30 juillet : Boston Coffee Party. Une centaine de femmes obligent un marchand à leur livrer un stock de café[2].
- 31 juillet : le Congrès continental accepte les services de La Fayette.

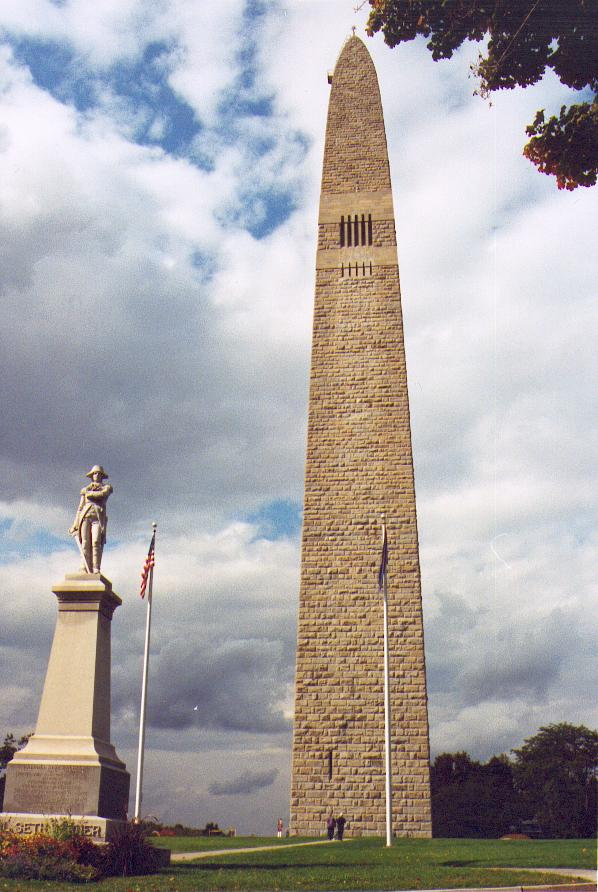
Mémorial de Bennington

- 6 août : victoire loyaliste à la bataille d'Oriskany.
- 16 août : victoire américaine à la bataille de Bennington.
- 22 août : victoire loyaliste à la bataille de Staten Island.

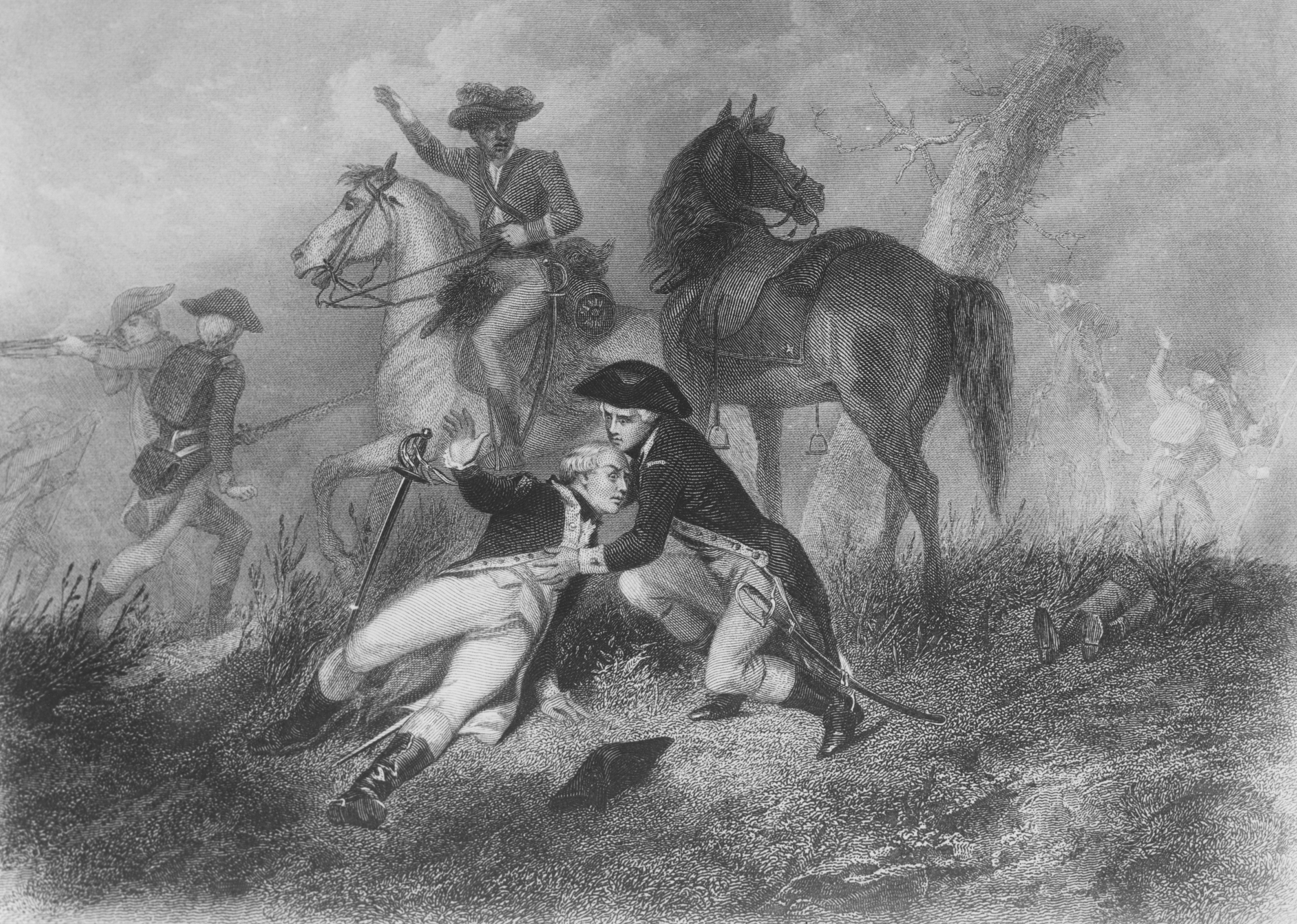
La Fayette blessé à la bataille de Brandywine

- 3 septembre, Cooch's Bridge (en) : dans une escarmouche mineure, dans le comté de New Castle, dans le Delaware, le pavillon des États-Unis se bat dans une bataille pour la première fois.
- 11 septembre, Campagne de Philadelphie : victoire loyaliste à la bataille de Brandywine.
- 19 septembre : victoire des insurgés américains du général Horatio Gates à la bataille de Saratoga. Échec de l’invasion britannique de l’État de New York montée par « Gentleman Johnny » Burgoyne.
- 26 septembre : à la suite de la victoire de Brandywine sur l'armée américaine du général George Washington, l'armée britannique du général Howe se rend maître de Philadelphie.
- 27 septembre : le Congrès continental se réunit pour un jour à Court House à Lancaster, c'est donc la nouvelle capitale.
- 30 septembre : le Congrès continental se réunit à Court House  à York, c'est donc la nouvelle capitale.

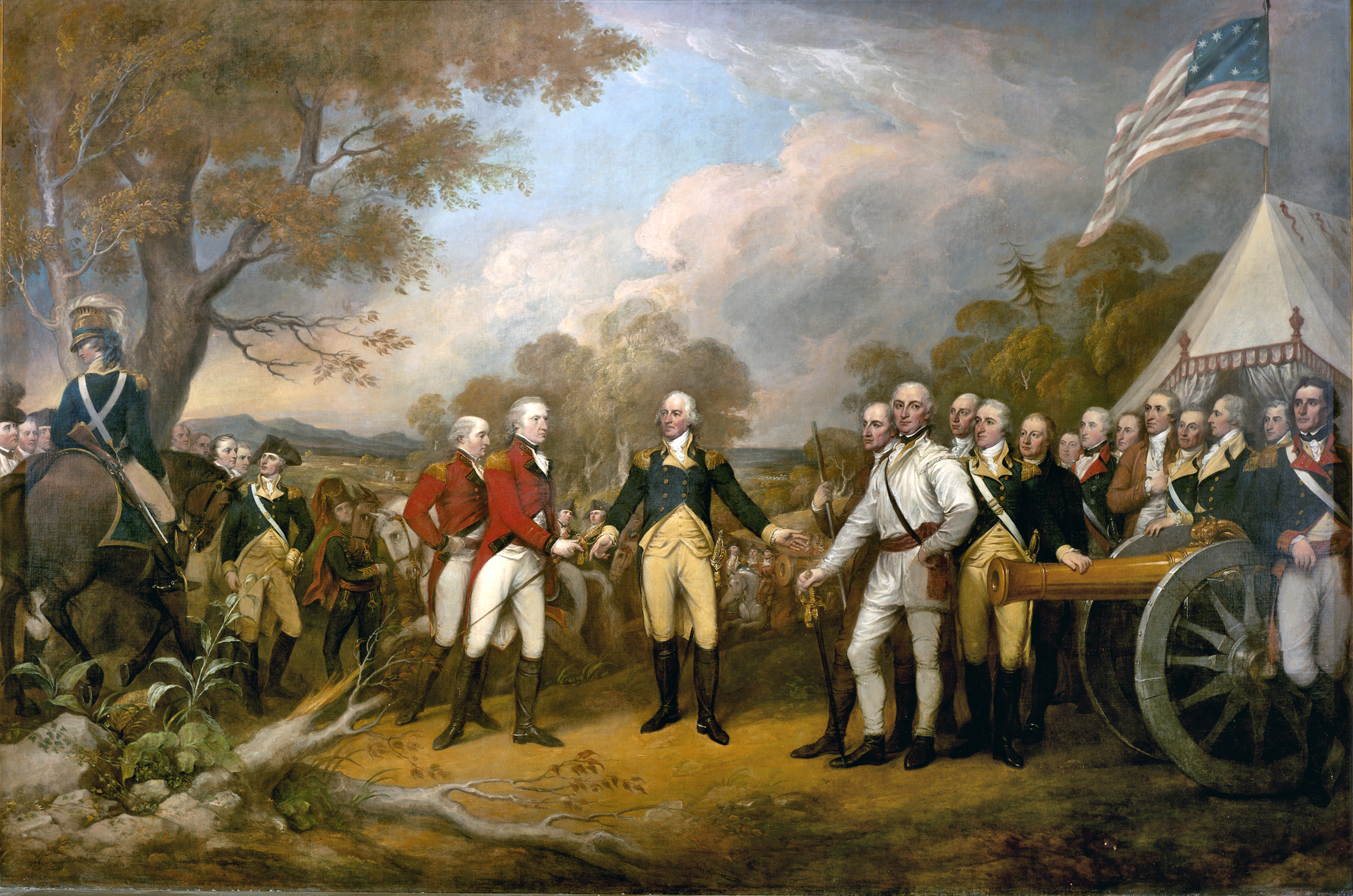
17 octobre: reddition du général britannique John Burgoyne à Saratoga

- 4 octobre : victoire britannique à la bataille de Germantown.
- 7 octobre : le général britannique John Burgoyne est mis en défaite après la deuxième seconde bataille de Saratoga par les troupes américaines.
- 17 octobre : bataille de Saratoga. Le général britannique John Burgoyne donne sa reddition aux troupes américaines.
- 22 octobre : victoire américaine à la bataille de Red Bank.
- 1er novembre : 
  - Henry Laurens (en) est élu président du Congrès continental.
  - John Paul Jones (1747-1792) quitte l’Amérique sur un brick de 18 canons, le Ranger. Il gagne Nantes avec deux prises britanniques. D’avril à novembre 1779, il opère sur les côtes britanniques (bombardement de Whitehaven, prise du H.S.M. Drake, de la frégate Serapis).
- 15 novembre : le Congrès adopte les Articles de la Confédération (ratifiés en 1781).
- 17 novembre : les Articles de la Confédération sont soumis aux États des États-Unis.
- 25 novembre : victoire américaine à la bataille de Gloucester.
- 29 novembre : fondation de la colonie espagnole de San José (Californie)
- 5 - 8 décembre : bataille de White Marsh.
- 16 décembre : la Virginie est le premier État à ratifier les Articles de la Confédération[3].
- 17 décembre : Vergennes promet à Franklin la reconnaissance par la France des États-Unis[4].
- 19 décembre : l’armée de George Washington prend ses quartiers d'hiver à Valley Forge (Pennsylvanie).
- 20 décembre : le Maroc est le premier pays à reconnaître de facto l'indépendance des États-Unis d'Amérique[5].
- 24 décembre : le sous-marin américain Turtle de David Bushnell fait sauter le Maidstone, navire amiral britannique.

## Naissances
- 17 mars : Roger Brooke Taney naît dans le comté de Calvert dans le Maryland. Il devient procureur général des États-Unis et en 1833, il sert en tant que secrétaire du Trésor dans le cabinet du président Andrew Jackson. En 1836, le président Jackson le nomme Chief Justice des États-Unis, à la suite de la mort de John Marshall. Taney acquerra une notoriété pour son appui aux lois sur la reddition des esclaves fugitifs dans les États libres, malgré ses positions anti-esclavagistes. Il meurt à Washington, le 12 octobre 1864.
- 12 avril : Henry Clay, en Virginie, homme politique américain, sénateur et une des plus grandes figures politiques américaines de la première moitié du XIXe siècle. Il meurt le 29 juin 1852.

## Décès
- 12 janvier : Hugh Mercer, naît le (17 janvier 1726. Médecin écossais, expatrié en Amérique, qui devint brigadier-général de l'Armée continentale lors de la guerre d'indépendance des États-Unis. Il était un ami proche de George Washington. Mercer fut mortellement blessé lors de la bataille de Princeton et devint alors un héros et un symbole de ralliement de la révolution américaine.
- 19 mai : Button Gwinnett, baptisé le 10 avril 1735, il fut le second signataire de la Déclaration d'indépendance des États-Unis d'Amérique en tant que représentant de la Géorgie.
- 22 septembre : John Bartram, né le 23 mars 1699 en Pennsylvanie, est un botaniste américain. Il est le père de William Bartram, un célèbre ornithologue, et le grand-père de Thomas Say (1787-1834), un célèbre entomologiste.

#### Articles généraux
- Chronologie de la révolution américaine
- Révolution américaine
- Guerre d'indépendance des États-Unis
- France dans la guerre d'indépendance des États-Unis
- Armand Tuffin de La Rouërie
- Histoire des États-Unis de 1776 à 1865
- Évolution territoriale des États-Unis
- Liste des batailles de la guerre d'indépendance des États-Unis
- 1777 au Canada

#### Articles sur l'année 1777 aux États-Unis
- Bataille de Bennington
- Bataille de Brandywine
- Bataille de Germantown
- Bataille de Gloucester
- Bataille de Princeton
- Bataille de Red Bank
- Bataille de Saratoga
- Bataille de Short Hills
- Bataille de White Marsh
- Drapeau des États-Unis